# Bronwyn Eyre
Pour les articles homonymes, voir Bronwyn et Eyre.
Bronwyn Olivia Eyre, née le 13 mars 1971, est une chroniqueuse et femme politique provinciale canadienne de la Saskatchewan. Elle représente la circonscription de Saskatoon Stonebridge-Dakota à titre de députée du Parti saskatchewanais de 2016 à 2024.

## Biographie
Née à Saskatoon, elle commence sa carrière politique lors des élections saskatchewanaises de 2016 et fait rapidement son entrée au cabinet en tant que ministre de l'Éducation post-secondaire d'août 2016 à août 2017 et de l'Éducation d'août 2017 à février 2018. Elle est ministre de l'Énergie et des Ressources, responsable de SaskEnergy (en) et de SaskWater (en) dans le cabinet de Scott Moe de février 2018 à mai 2022. Elle est ministre de la Justice de la Saskatchewan et procureure générale à partir de mai 2022.
Elle n'est pas réélue lors de l'élection de 2024 dans la nouvelle circonscription de Saskatoon Stonebridge.